# سي سبارو RIM-7
سي سبارو(RIM-7): هو صاروخ أمريكي الصنع وهو مضاد للطائرات حيث يمكن إطلاقه من الطائرات أو من السفن وحاملات الطائرات رغم أنه يستعمل غالباً على حاملات الطائرات. وهو قادر على التعامل مع الطائرات والصواريخ المضادة جواً أو الصواريخ الطافية على الماء. ويتم استعماله من قبل دول كثيرة حول العالم. ويتميز بإمكانية تلقيه أوامر رإدارية لتعديل مساره، أثناء كل مراحل الطيران.

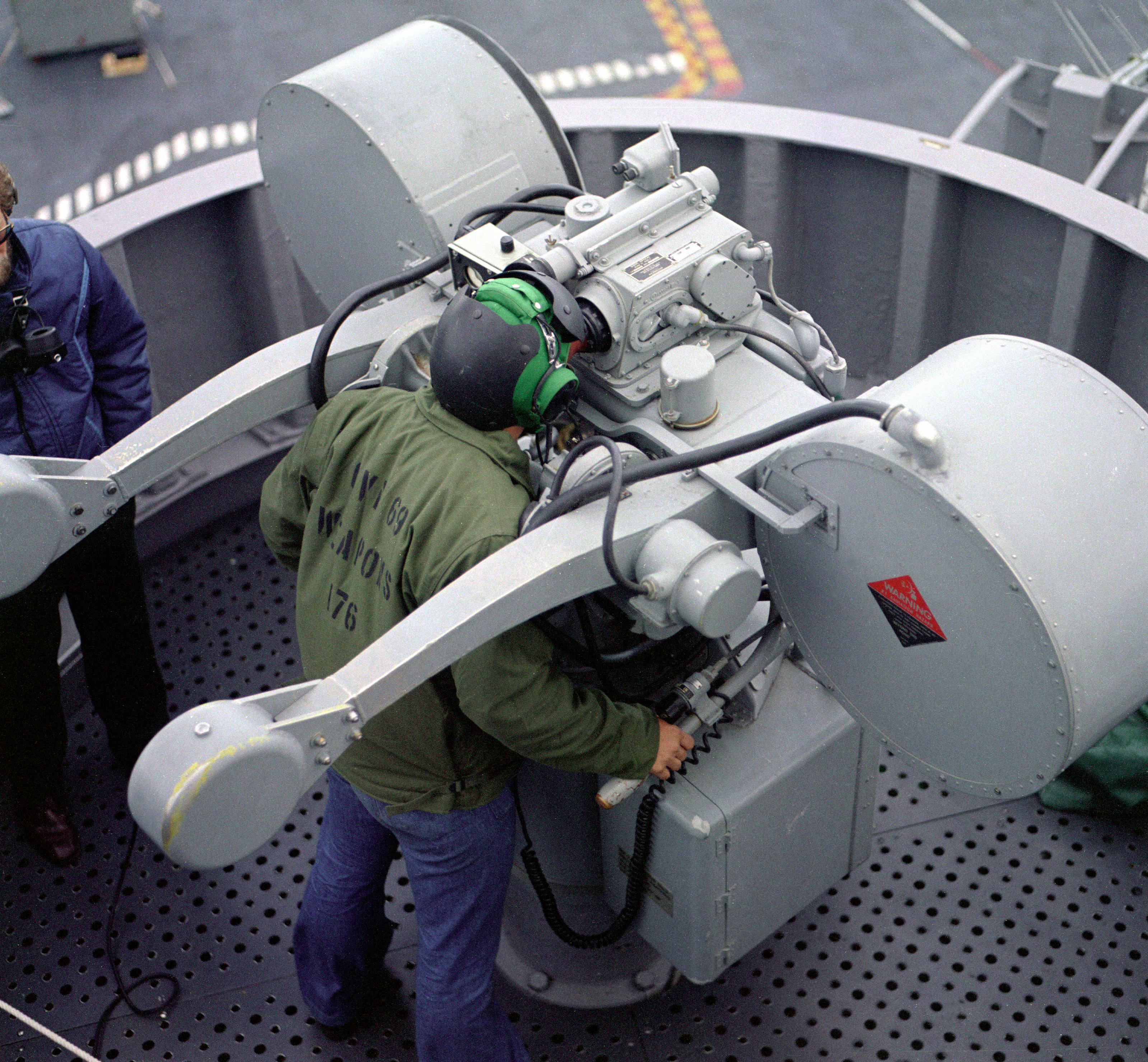
رادار يتحكم بالصاروخ ويقوده للهدف

## المستخدمون
- الولايات المتحدة
- أستراليا
- بلجيكا
- البرتغال
- كندا
- تشيلي
- الدنمارك
- ألمانيا
- اليونان
- إيطاليا
- اليابان
- كوريا الجنوبية
- المكسيك
- نيوزيلندا
- النرويج
- إسبانيا
- تركيا
- بلغاريا